# Jacob van Duvenvoorde
Jacob van Duvenvoorde (Haarlem 1574 – 31 augustus 1623), heer van Obdam, Hensbroek, Spanbroek, Opmeer en Zuidwijk, was een edelman en luitenant-admiraal van Holland en West-Friesland en gouverneur en drossaard van Heusden. Hij nam omstreeks 1620 de naam Van Wassenaer (Obdam) aan, en wordt daarom in de geschiedschrijving ook wel aangeduid als Jacob van Wassenaer-Duvenvoorde. Duvenvoorde wordt daarbij wisselend ook als Duvenvoirde gespeld.

## Biografie
Jacob was een zoon van Gijsbert van Duvenvoorde, heer van Obdam, Hensbroek, Spanbroek en Opmeer, lid van het Verbond der Edelen en medeondertekenaar van het Smeekschrift der Edelen, en van Maria van Hoxwier. In 1603 werd Jacob van Duvenvoorde lid van de Ridderschap van Holland. Hij kocht in 1615 van prins Lamoraal I van Ligne, als heer van Wassenaar, de heerlijkheid Zuidwijk onder Wassenaar, gelegen tussen Leiden en Den Haag. Jacob nam, naar het voorbeeld van zijn neef Johan van Duvenvoorde, de naam Van Wassenaer aan. Deze hadden zijn voorouders veranderd in Van Duvenvoorde na de verwerving door hun van het gelijknamige leengoed, waarbij ook het kasteel Duivenvoorde hoorde.

### Loopbaan
In 1602 werd Jacob door de Staten-Generaal benoemd tot commandeur-generaal op de oorlogsschepen. Datzelfde jaar voer Van Duvenvoorde uit op zijn schip De Maene met onder hem een vloot om samen met de Britten tegen de Spanjaarden ten strijde te trekken. Hij keerde terug met als prijs zes schepen van de Spaanse suikervloot. Een klein jaar later werd hij door de Staten-Generaal benoemd tot luitenant-admiraal van Holland. In 1610 werd Jacob van Duvenvoorde samen met Dirck Bas, burgemeester van Amsterdam en Rombout Hogerbeets, raadsheer in de Hoge Raad, als gezant naar Kopenhagen en Stockholm gezonden in een poging te bewerkstelligen dat Denemarken en Zweden vrede zouden sluiten. De poging bleek tevergeefs waarop zij naar de Nederlanden terugkeerden en op 19 oktober 1611 verslag uitbrachten aan de Staten-Generaal.

### Huwelijk en nageslacht

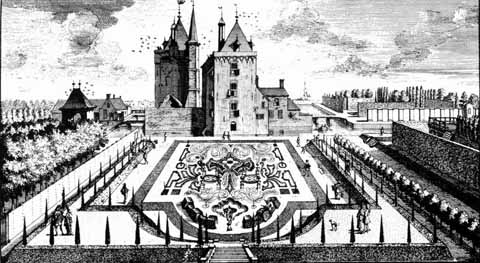
Kasteel Zuidwijk

Jacob van Duvenvoorde trouwt op 5 oktober 1604 te Den Haag met Anna van Randerode van der Aa (overleden 1614), dochter van Gerard van Randerode van der Aa, heer van Steenwinkel, en van Petronella van der Laen. Gerard van Randerode van der Aa (1541-1600), heer van Rozendaal, was net als de vader van Jacob van Duvenvoorde lid van het Verbond der Edelen.
- Jacob van Wassenaer Obdam, geboren 1610, Den Haag, overleden 13 juni 1665 (gesneuveld in de zeeslag bij Lowestoft), luitenant-admiraal van Holland en West-Friesland.[5]
- Anna van Wassenaer Obdam, ongehuwd overleden 21, begraven 28 januari 1632, Den Haag.[5]
- Elizabeth van Wassenaer Obdam, ongehuwd overleden 22 februari 1632, Zutphen, begraven 7 maart 1636, Den Haag.[5]
- Emilia van Wassenaer Obdam, overleden 19 juli 1666, huwde 1650 met Jan de Merode (overleden 25 augustus 1666), heer van Sivernich, half Rummen (tot 1637) en Oudelands-Ambacht, kolonel, gouverneur van Ravestein, baljuw van Kennemerland, lid van de Staten-Generaal namens de ridderschap van Holland, in 1661 ambassadeur bij de koning van Spanje.[5]

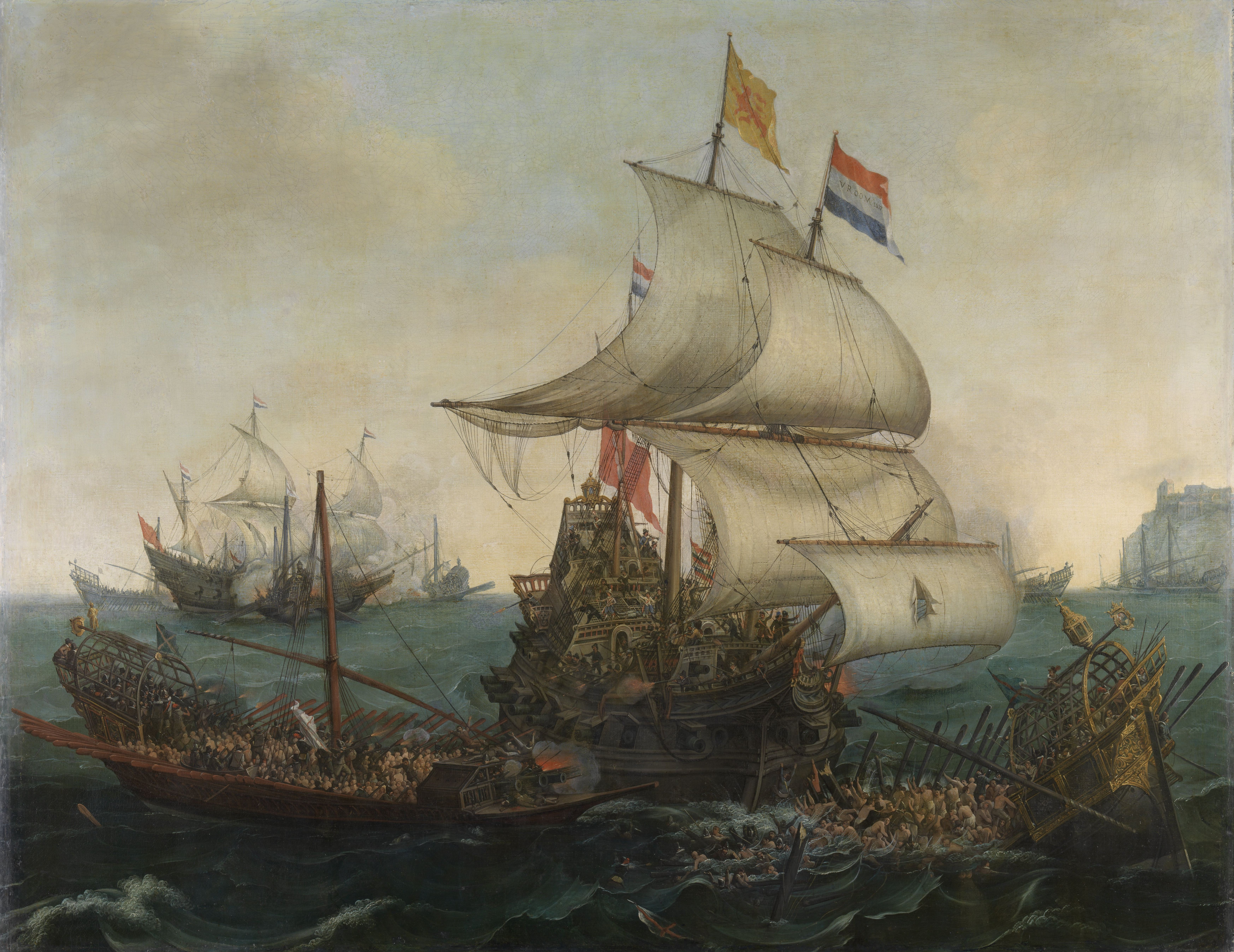
Nederlandse schepen rammen Spaanse galeien voor de kust van Vlaanderen in 1602.